# Villa brunnea
Villa brunnea är en tvåvingeart som beskrevs av Becker 1916. Villa brunnea ingår i släktet Villa och familjen svävflugor. Inga underarter finns listade i Catalogue of Life.